# نیل دوف
نیل دوف (به فرانسوی: Neel Doff) رمان‌نویس قرن نوزدهم میلادی اهل فرانسه است.